# UFC: Fight for the Troops 3
UFC: Fight for the Troops 3 è stato un evento di arti marziali miste tenuto dalla Ultimate Fighting Championship il 6 novembre 2013 al Fort Campbell di Fort Campbell North, Stati Uniti.

## Retroscena
È il quarto evento dell'UFC organizzato in collaborazione con una base militare statunitense dopo UFC Fight Night: Sanchez vs. Riggs del 2006, UFC: Fight for the Troops del 2008 e UFC: Fight for the Troops 2 del 2011.
Diversi atleti presenti all'evento hanno stretti legami con l'esercito statunitense, tra questi Tim Kennedy, Liz Carmouche, Neil Magny e Colton Smith.
Il main match avrebbe dovuto essere la sfida tra Tim Kennedy e Lyoto Machida, ma quest'ultimo venne chiamato a sostituire l'infortunato Michael Bisping nella sfida contro Mark Muñoz del precedente evento UFC Fight Night: Machida vs. Muñoz, e venne quindi rimpiazzato da Rafael Natal.

## Risultati
|                  | Divisione          |                  |                 |                      | Metodo                                  | Round           | Tempo           | Premio          |
| Card principale  | Card principale    | Card principale  | Card principale | Card principale      | Card principale                         | Card principale | Card principale | Card principale |
| ---------------- | ------------------ | ---------------- | --------------- | -------------------- | --------------------------------------- | --------------- | --------------- | --------------- |
|                  | Pesi Medi          | Tim Kennedy      | batte           | Rafael Natal         | KO (pugni)                              | 1               | 4:40            | KOTN            |
|                  | Pesi Gallo Femmine | Alexis Davis     | batte           | Liz Carmouche        | Decisione unanime (30-27, 30-27, 29-28) | 3               | 5:00            |                 |
|                  | Pesi Medi          | Yoel Romero      | batte           | Ronny Markes         | KO Tecnico (pugni)                      | 3               | 1:39            |                 |
|                  | Pesi Leggeri       | Rustam Khabilov  | batte           | Jorge Masvidal       | Decisione unanime (30-27, 29-28, 30-27) | 3               | 5:00            | FOTN            |
|                  | Pesi Leggeri       | Michael Chiesa   | batte           | Colton Smith         | Sottomissione (rear naked choke)        | 2               | 1:41            | SOTN            |
| Card preliminare |                    |                  |                 |                      |                                         |                 |                 |                 |
|                  | Pesi Leggeri       | Bobby Green      | batte           | James Krause         | KO Tecnico (calcio al corpo)            | 1               | 3:50            |                 |
|                  | Pesi Gallo         | Francisco Rivera | batte           | George Roop          | KO Tecnico (pugni)                      | 2               | 2:20            |                 |
|                  | Pesi Piuma         | Dennis Bermudez  | batte           | Steven Siler         | Decisione unanime (30-27, 30-27, 30-27) | 3               | 5:00            |                 |
|                  | Pesi Gallo Femmine | Amanda Nunes     | batte           | Germaine de Randamie | KO Tecnico (gomitate)                   | 1               | 3:56            |                 |
|                  | Pesi Medi          | Lorenz Larkin    | batte           | Chris Camozzi        | Decisione unanime (30-27, 30-27, 29-28) | 3               | 5:00            |                 |
| [ N 1 ]          | Pesi Leggeri       | Yancy Medeiros   | NC              | Yves Edwards         | No Contest (marijuana)                  | 1               | 2:47            |                 |
|                  | Pesi Welter        | Seth Baczynski   | batte           | Neil Magny           | Decisione unanime (29-28, 29-28, 29-28) | 3               | 5:00            |                 |
|                  | Pesi Medi          | Derek Brunson    | batte           | Brian Houston        | Sottomissione (rear naked choke)        | 1               | 0:48            |                 |

1. ↑  Inizialmente vittoria di Medeiros per KO (pugni), poi cambiata in No Contest in quanto Medeiros risultò positivo all'utilizzo di marijuana

## Premi
I lottatori premiati ricevettero un bonus di 50.000 dollari.
Legenda:
- FOTN: Fight of the Night (vengono premiati entrambi gli atleti per il miglior incontro dell'evento)
- KOTN: Knockout of the Night (viene premiato il vincitore per la migliore vittoria tramite KO dell'evento)
- SOTN: Submission of the Night (viene premiato il vincitore per la migliore vittoria tramite sottomissione dell'evento)

## Incontri annullati
|  | Divisione  |                 |        |                    | Motivo                                                                                       |
|  | ---------- | --------------- | ------ | ------------------ | -------------------------------------------------------------------------------------------- |
|  | Pesi Medi  | Tim Kennedy     | contro | Lyoto Machida      | Machida sostituì Michael Bisping contro Mark Muñoz a UFC Fight Night: Machida vs. Muñoz      |
|  | Pesi Piuma | Dennis Bermudez | contro | Nik Lentz          | Lentz venne assegnato all'evento UFC on Fox: Johnson vs. Benavidez 2 per sfidare Chad Mendes |
|  | Pesi Medi  | Derek Brunson   | contro | Antônio Braga Neto | Braga Neto infortunato                                                                       |